# Curt von Brocke
Curt von Brocke (* 5. Oktober 1873 in Wilsnack; † 24. Oktober 1956 in Oldenburg (Oldb)) war ein deutscher Architekt des 20. Jahrhunderts. Er war als Leiter der Bauabteilung der Henschelwerke überwiegend in Kassel tätig. Zahlreiche ehemalige Industrie-, Verwaltungs- und Wohnbauten prägen bis heute das Kasseler Stadtbild und stehen teilweise als Kulturdenkmale unter Denkmalschutz. Außerdem beteiligte er sich lokalpolitisch als Mitglied der Stadtverordnetenversammlungen von Düsseldorf und Kassel.

## Leben
Der in der preußischen Westprignitz geborene Curt von Brocke studierte an der Technischen Hochschule Charlottenburg Architektur bei Hermann Ende. Seit 1918 war er bei Henschel & Sohn angestellt und leitete als Prokurist bis in die Mitte der 1930er Jahre die Bauabteilung.
Zwei Monate nach Beginn des Ersten Weltkriegs wurde von Brocke als gemeinsamer Kandidat der vereinigten Liberalen und der Zentrumspartei in den Düsseldorfer Stadtrat gewählt. Wohl aufgrund seines beruflich bedingten Umzuges nach Kassel schied er im Dezember 1918 aus der Düsseldorfer Stadtverordnetenversammlung aus.
Auch in Kassel engagierte sich weiterhin politisch und war von 1929 bis 1933 als Stadtverordneter der Deutschnationalen Volkspartei in der Stadtverordnetenversammlung der Stadt Kassel vertreten.

## Werk
Ein frühes Werk von Brockes aus dem Jahr 1908, in der Form einer repräsentativen Villa, besteht bis heute im Düsseldorfer Stadtteil Gerresheim.
Das ehemalige Stammwerk der Firma Henschel bildet heute den Hauptstandort der Universität Kassel. Die Hauptverwaltung der Universität befindet sich im ehemaligen Bürohaus Möncheberg, dem 1923 nach Entwürfen von Brockes ausgeführten ehemaligen Sitz der Verwaltungsabteilungen und Sozialkassen des Henschel-Werkes. In Kassel haben sich mehrere Wohnhäuser für Angestellte der Henschelwerke erhalten. Beispielsweise in der Ysenburgstraße 58-60 sowie die Randblockbebauung der Fichtner-Oestmann-Siedlung in Kassel Nord-Holland.
Sein wohl letzter größerer Auftrag waren Betriebsgebäude für die Armaturen- und Maschinenfabrik Polte in Magdeburg, die 1935 bis 1937 ausgeführt wurden.

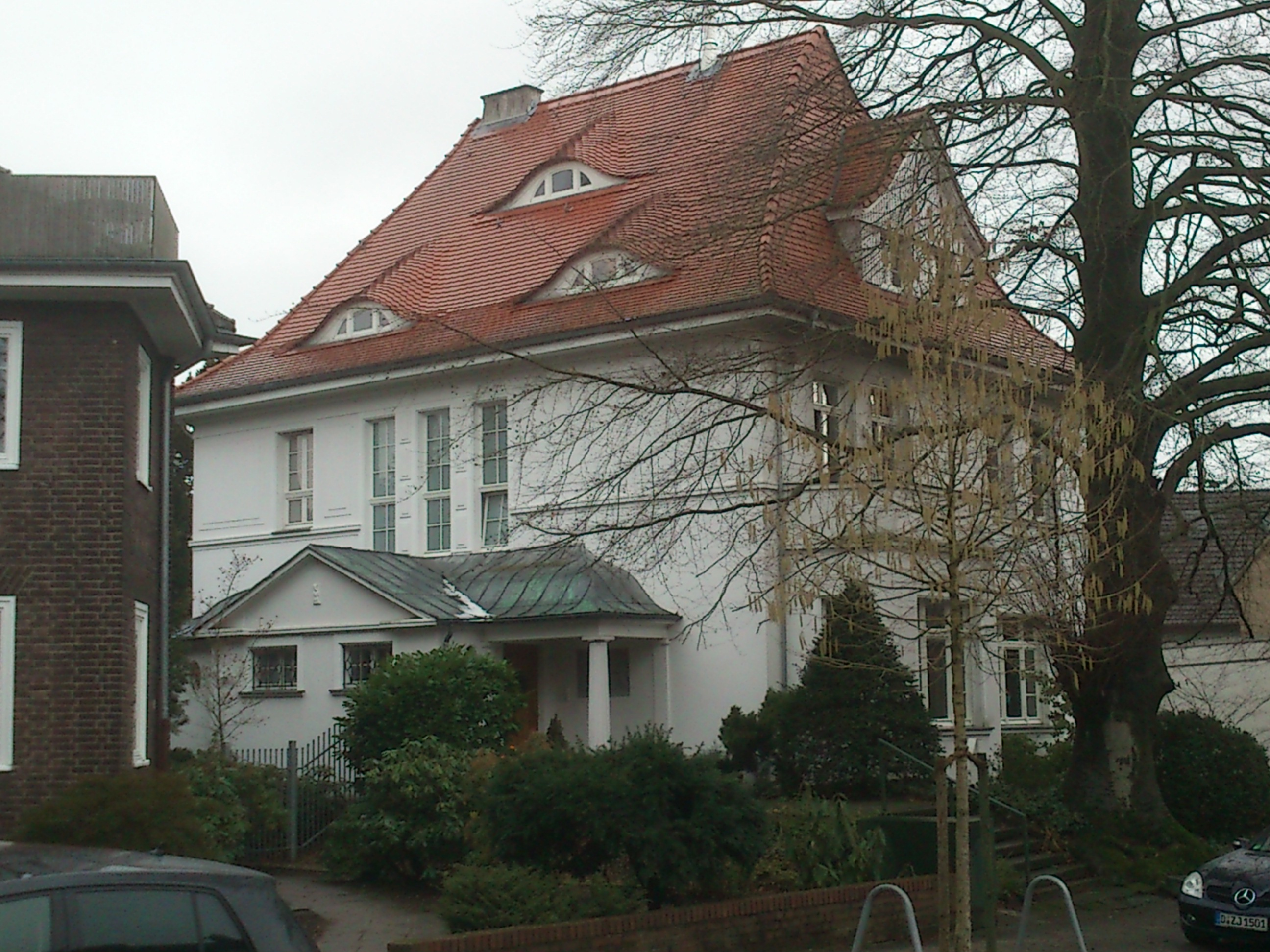
Lakronstraße 48 Düsseldorf-Gerresheim, 1908 errichtetes Wohnhaus
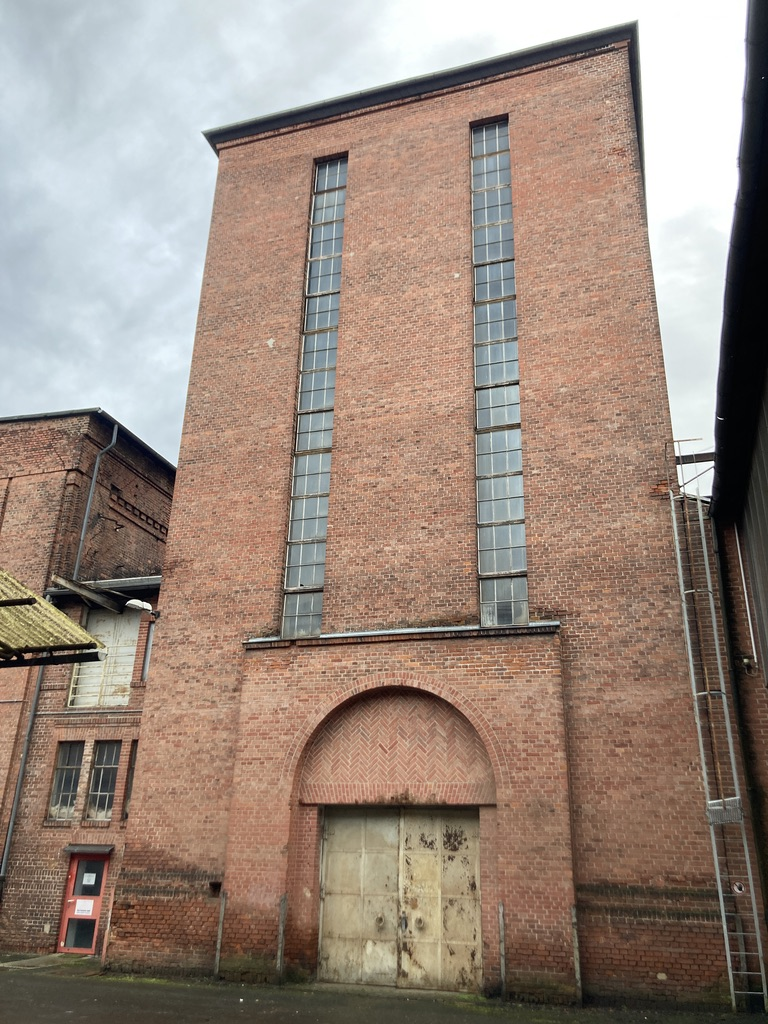
1922 erbauter Wasserturm auf dem Gelände des Henschelwerkes in Rothenditmold
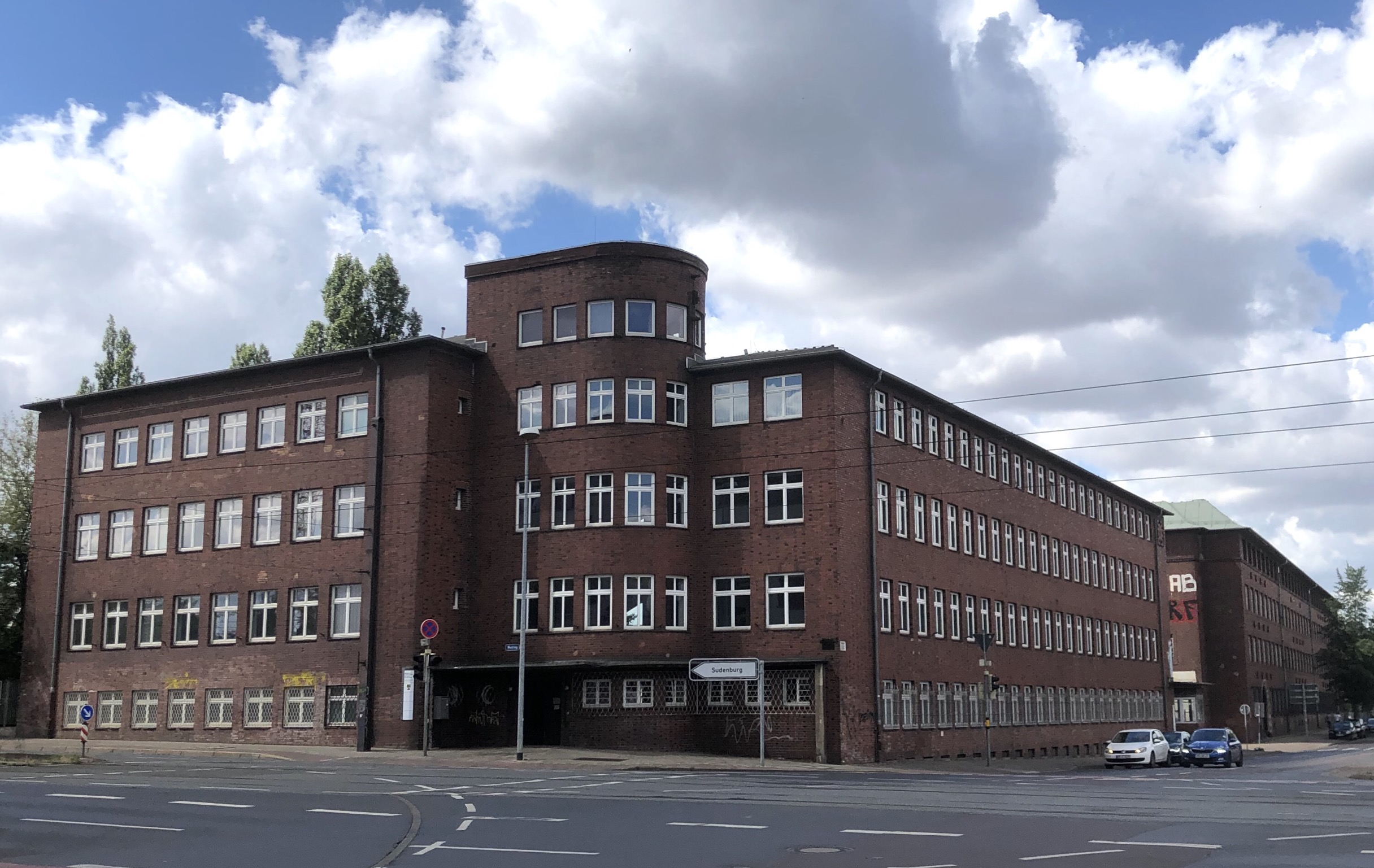
Verwaltungsbau der Polte-Werke in Magdeburg, 1935/1936.